# Évolène
Évolène és un municipi del cantó suís del Valais, situat al districte d'Hérens.

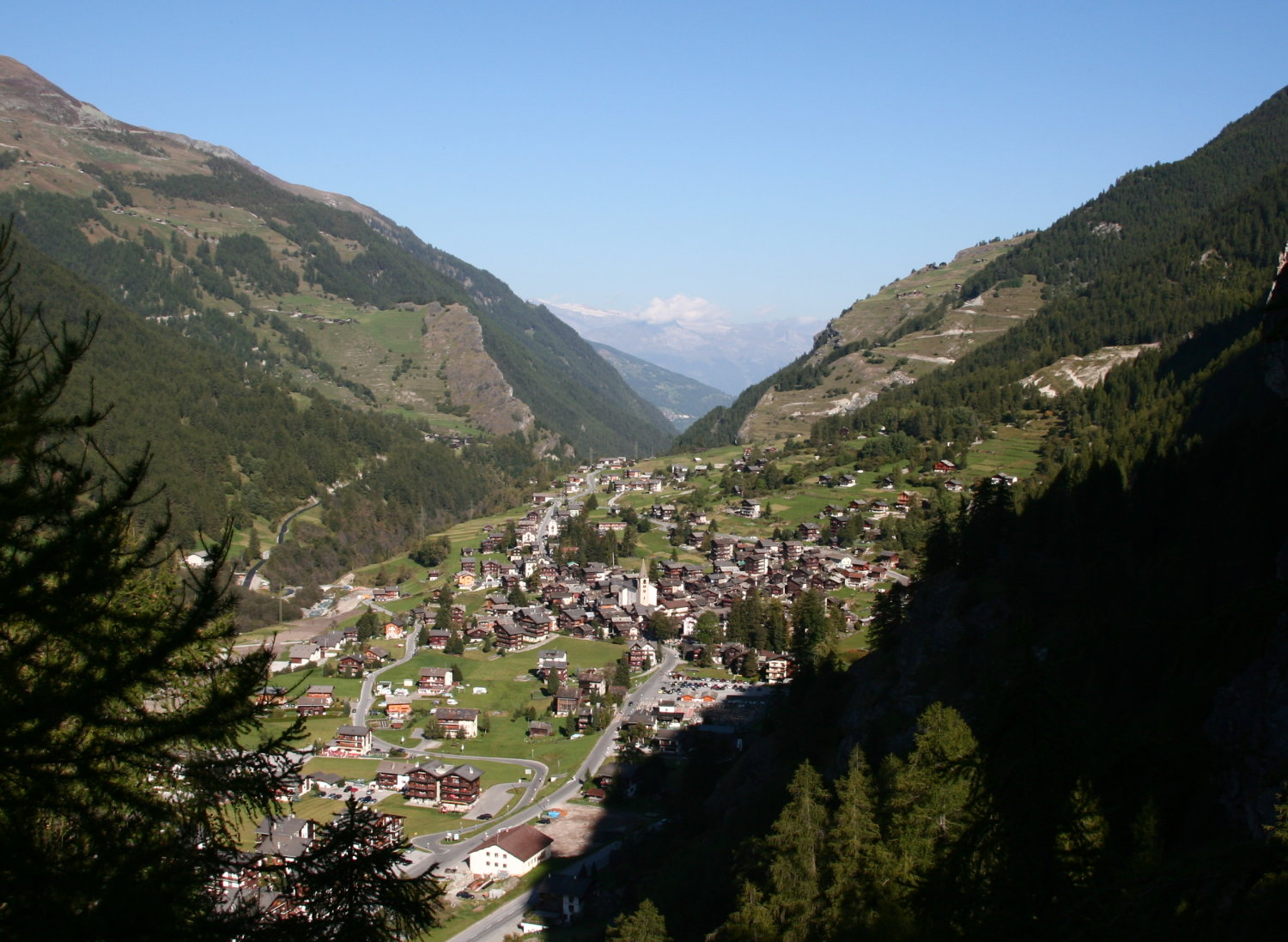
Vista general

## Llengua
L'idioma oficial és el francès, però els locals, tant joves com grans, encara utilitzen una varietat d'arpità (també coneguda com a franco-provençal o romand) per a la comunicació oral. Evolène és una dels darrers reductes de la llengua arpitana en tot el seu domini històric. Tanmateix, com que els nens només estan escolaritzats en francès, només un terç de tots els nens utilitzen regularment arpità entre ells. Tot i així, l'arpità encara es parla espontàniament per gent de totes les edats, cosa que significa que la llengua és viva i bé, cosa que és molt estranya a la romania suïssa.